# Мемфис (Техас)
Ме́мфис (англ. Memphis) — город в США, расположенный в северной части штата Техас, административный центр округа Холл. По данным переписи за 2010 год число жителей составляло 2290 человек, по оценке Бюро переписи США в 2015 году в городе проживало 2138 человек.

## История

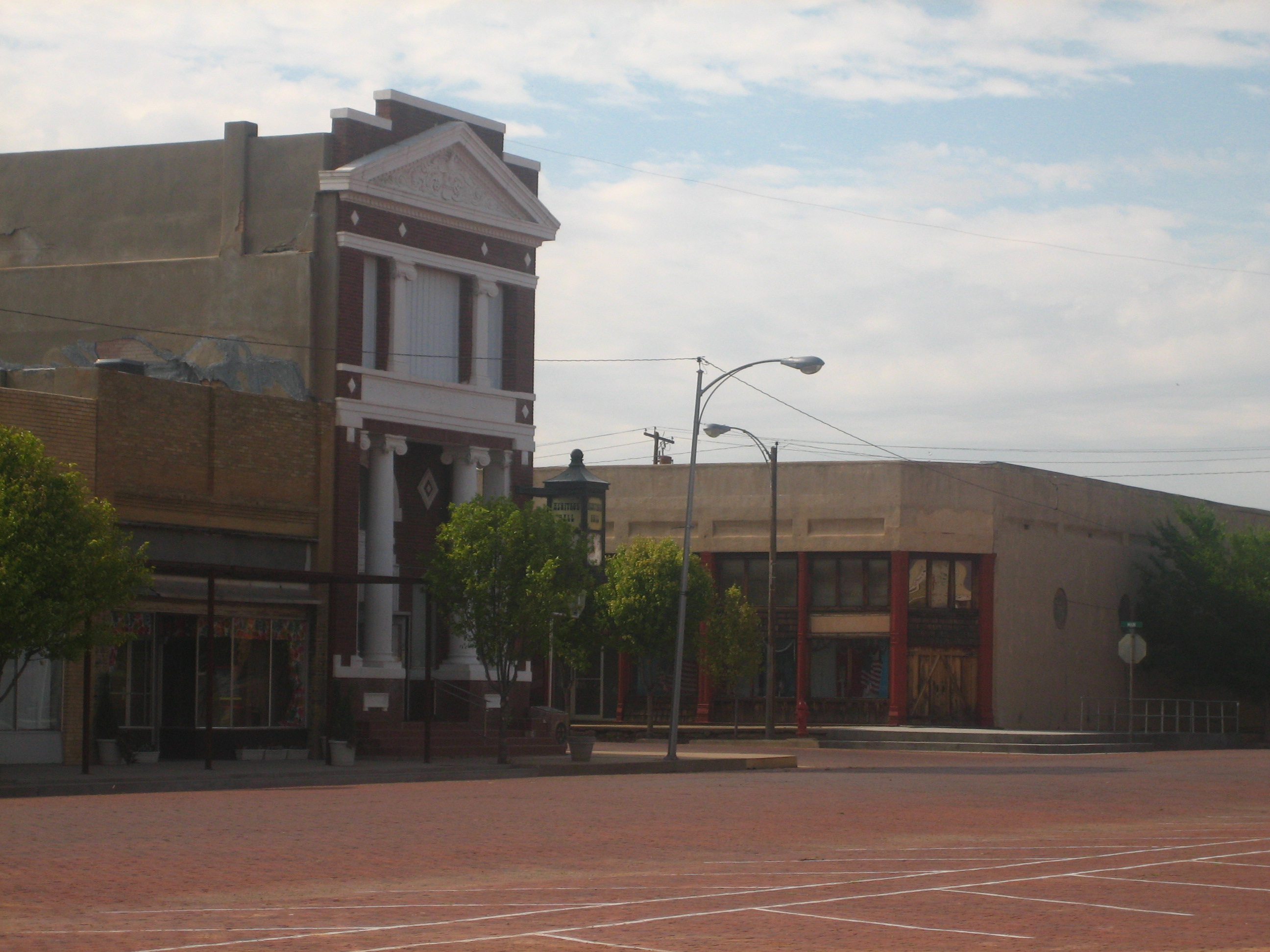
Центр Мемфиса

История поселения началась в 1889 году, когда Предприниматель Джей Си Монтгромери купил землю под новый город рядом с железной дорогой Форт-Уэрт — Денвер. Вместе с предыдущим владельцем земли Робертсоном, а также преподобным Брайсом и Вудсом-младшим из Далласа они основали компанию, занимающуюся продажей земли под дома новым жителям. Вскоре в городе появились адвокатская контора, ночлежка, универсальный магазин, аптека и несколько жилых домов. Некоторое время новый город жил без имени — несколько вариантов, поданных в почтовую службу, были отклонены. Наконец Брайс, находясь в Остине, увидел письмо в Мемфис, отправленное по ошибке в Техас, а не в Теннесси. На письме была пометка, что такого города в Техасе нет. Заявка с новым именем была одобрена и почтовое отделение в городе появилось 12 сентября 1890 года.
Одновременно с этим создавался округ Холл. В борьбе с Сэлисбери и Лейквью Мемфис получил право называться административным центром округа. Чуть позже был образован школьный округ. В городе не было железнодорожной станции, поезда не останавливались и поэтому некоторые жители, чтобы сесть в поезд намазывали рельсы щелочным мылом. Позже между властями города и железной дорогой было достигнуто соглашение, и в 1891 году в Мемфисе была открыта станция. Станция способствовала переезду многих компаний из Сэлисбери в новую столицу округа. В 1892 году в городе было построено здание суда.
Город продолжал активно развиваться. В 1901 году в Мемфис была проведена телефонная связь. В июне 1906 года город получил собственные органы самоуправления в виде мэра и городского совета. В городе выпускалось ряд газет, к 1920-м годам в городе было построено новое здание суда, проведены современные коммуникации, в городе работал хлопковый пресс, три гостиницы, библиотека Карнеги, у школ были каменные здания.
В 1926 году 50 блоков городских улиц были вымощены брусчаткой.
Со времен Великой Депрессии Мемфис продолжал функционировать как центр снабжения близлежащих ферм. В 1986 году городе работали пресс для хлопка, хлопкоочистительная машина, два банка, 8 церквей, четыре государственные школы, современный медицинский комплекс, две гостиницы, несколько магазинов, включая оптовые. К северо-востоку от города появился муниципальный аэропорт.

### Дело о гражданских правах 2013 года
В сентябре 2013 года Лаура Даттон подала иск в федеральный суд, обвинив города Эстелайн и Мемфис, а также офицера полиции Джейсона Фрая и начальника полиции Мемфиса Криса Джолли в нарушении четвёртой поправки к Конституции против незаконного обыска и изъятия улик. Даттон была арестована 28 ноября 2012 года в Эстлайне за подозрение в отмывании денег. При аресте были изъяты 29 тысяч долларов из пикапа подозреваемой и 1400 долларов находившихся при ней. Власти Эстлайна не хранили никаких протоколов обысков и изъятий, несмотря на то, что в 2012 году доходы от штрафов и реализации изъятого составили более 89% доходов города. Города и офицеры отвергли все обвинения в свой адрес, однако в июле 2014 года власти Эстелайна и округа Холл договорились о досудебном урегулировании конфликта. По итогам договора Даттон получила 77 500 долларов.

## География
Мемфис находится на северо-востоке округа, его координаты: 34°43′36″ с. ш. 100°32′30″ з. д..
Согласно данным бюро переписи США, площадь города составляет 5,8 квадратных километров, абсолютное большинство занято сушей.

### Климат
Согласно классификации климатов Кёппена, в Мемфисе преобладает семиаридный климат.
| Показатель                    | Янв.  | Фев.  | Март  | Апр. | Май  | Июнь | Июль | Авг. | Сен. | Окт. | Нояб. | Дек.  | Год   |
| ----------------------------- | ----- | ----- | ----- | ---- | ---- | ---- | ---- | ---- | ---- | ---- | ----- | ----- | ----- |
| Абсолютный максимум, °C       | 31,1  | 33,3  | 37,2  | 39,4 | 42,8 | 46,7 | 46,1 | 47,2 | 43,3 | 41,1 | 33,3  | 31,1  | 47,2  |
| Средний суточный максимум, °C | 11,4  | 14    | 18,8  | 24,1 | 28,3 | 33,2 | 35,9 | 35,2 | 30,7 | 24,8 | 17,4  | 12,2  | 23,8  |
| Средняя температура, °C       | 3,9   | 6,2   | 10,7  | 15,8 | 20,7 | 25,7 | 28,3 | 27,5 | 23,2 | 16,8 | 9,7   | 4,8   | 16,1  |
| Средний суточный минимум, °C  | −3,6  | −1,5  | 2,4   | 7,6  | 13,1 | 18,2 | 20,6 | 19,8 | 15,6 | 8,8  | 1,9   | −2,5  | 8,3   |
| Абсолютный минимум, °C        | −23,9 | −19,4 | −15,6 | −6,1 | −3,3 | 3,9  | 10   | 9,4  | 1,1  | −7,2 | −12,2 | −21,1 | −23,9 |
| Норма осадков, мм             | 16    | 19    | 30    | 48   | 91   | 77   | 50   | 57   | 62   | 50   | 21    | 18    | 541   |
| Источник: weatherbase.com     |       |       |       |      |      |      |      |      |      |      |       |       |       |

## Население

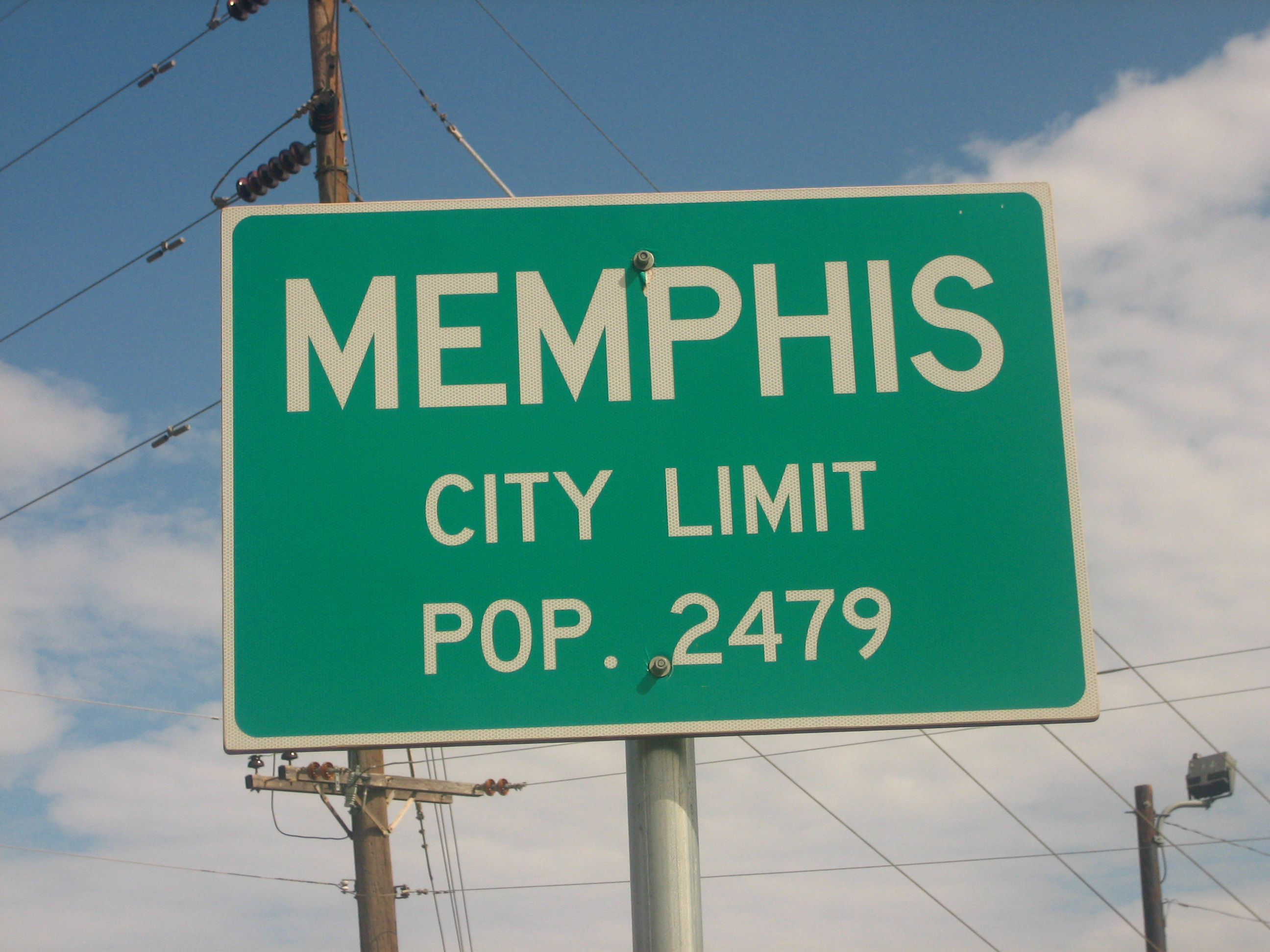
Знак города с данными о населении 2000 года

Согласно переписи населения 2010 года, в 2010 году в городе проживало 2290 человек, 928 домохозяйств, 615 семей. Расовый состав города: 74,7% — белые, 8,8% — чернокожие, 1% — коренные жители США, 0,1% — азиаты, 14,3% — другие расы, 1,1% — две и более расы. Число испаноязычных жителей любых рас составило 32,9%.
Из 928 домохозяйств, в 28% проживают дети младше 18 лет. В 50,2% случаев в домохозяйстве проживают женатые пары, 11,4% — домохозяйства без мужчин, 33,7% — домохозяйства, не составляющие семью. 31,4% домохозяйств представляют собой одиноких людей, 17% — одиноких людей старше 65 лет. Средний размер домохозяйства составляет 2,42 человека. Средний размер семьи — 3,05.
29,4% населения города младше 20 лет, 19,4% находятся в возрасте от 20 до 39, 30,6% — от 40 до 64, 20,7% — 65 лет и старше. Средний возраст составляет 41,5 года.
Согласно данным опросов пяти лет с 2010 по 2014 годы, средний доход домохозяйства в Мемфисе составляет 32 042 доллара США в год, средний доход семьи — 42 279 долларов. Доход на душу населения в городе составляет 16 776 долларов. Около 16,4% семей и 23,7% населения находятся за чертой бедности. В том числе 37,9% в возрасте до 18 лет и 14,9% в возрасте 65 и старше.

## Местное управление
Управление городом осуществляется городским советом из семи членов, мэром и заместителем мэра.
Структура органов местного управления выглядит следующим образом:
| Должность                   | Имя |
| --------------------------- | --- |
| Мэр                         | Роберт Мэддокс                                                                                         |
| Заместитель мэра            | Джим Стюарт                                                                                            |
| Члены муниципального совета | Эд Бэйли, Делл Грэхем, Ричард Хатчерсон, Денни МакФоллс, Джо Элла Пэйт, Китси Пеппер, Вудроу Ричардсон |
| Городской секретарь         | Нелвин Уард                                                                                            |
| Городской адвокат           | Джеймс Шелтон                                                                                          |
| Глава полиции               | Крис Джолли                                                                                            |
| Глава пожарной охраны       | Терри Алтман                                                                                           |

## Инфраструктура и транспорт
Через город проходит автомагистраль США US 287, а также автомагистраль штата Техас 256 и дорога FM 1547.
В городе находится муниципальный аэропорт Мемфиса, длина взлётно-посадочных полос составляет 1423 и 838 метров. Ближайшим аэропортом, выполняющим коммерческие пассажирские рейсы является международный аэропорт Рика Хазбанда в Амарилло.

## Образование
Город обслуживается независимым школьным округом Мемфис.
В радиусе 50 километров от города находятся два филиала Кларендонского колледжа: в Кларендоне и Чилдрессе. Согласно положениям техасской легислатуры, в зону обслуживания колледжа входят округи Армстронг, Бриско, Чилдресс, Коллингсворт, Донли, Грей, Холл и Уилер.

## Отдых и развлечения

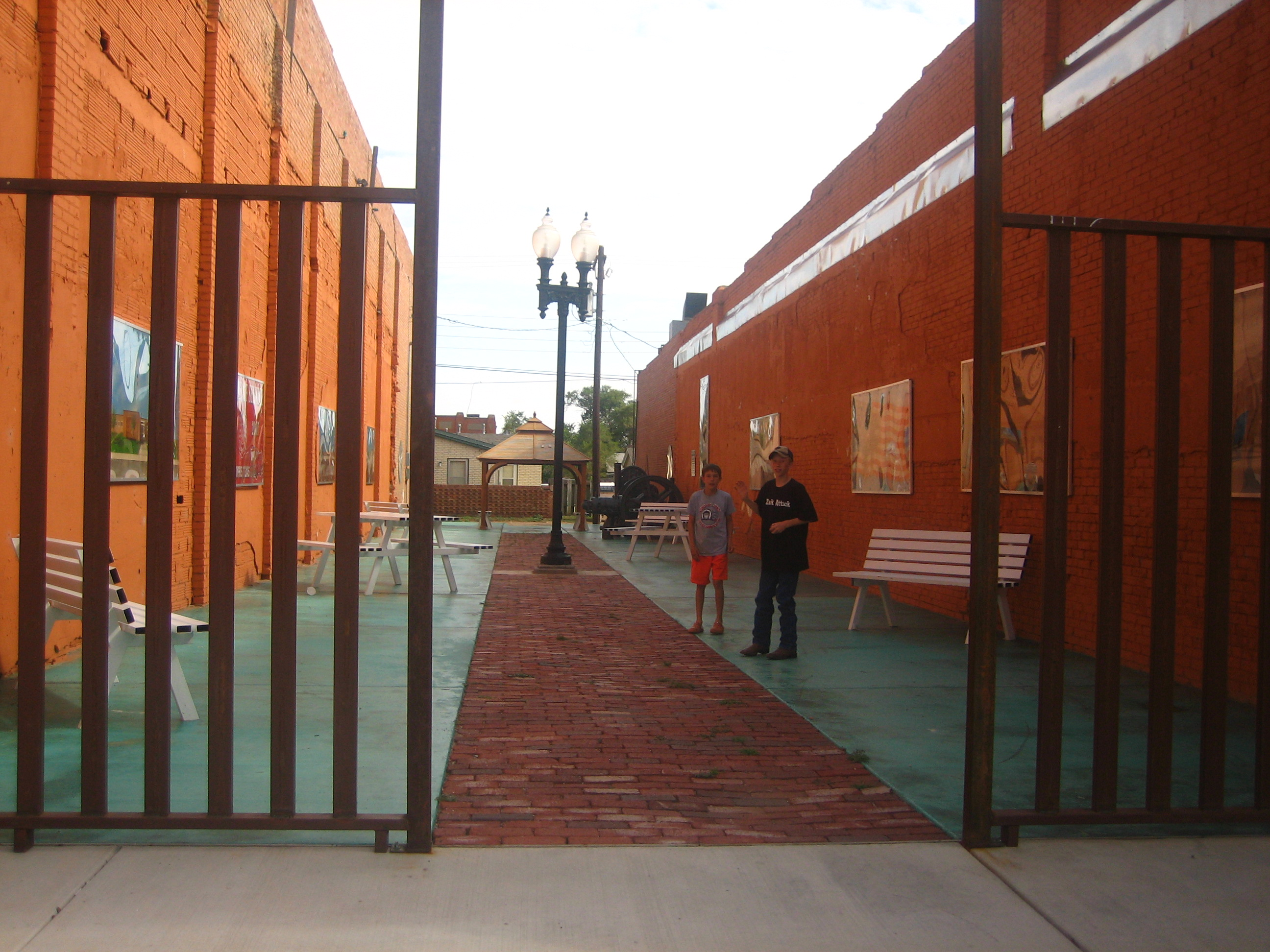
Мемориальный парк Ле Симс

Мемфис известен своими аллеями, в городе есть городской парк, общественный центр. В 10 километрах к северо-востоку от города находится частное рыболовное озеро, на берегу которого находятся домики для аренды.
Музей наследия, занимающий старое здание Первого Национального Банка (англ. First National Bank), содержит исторические и научные экспонаты.
Ежегодно в округе проводится мотопробег Cotton Boll Enduro, начало и конец 200-километрового маршрута находятся в Мемфисе.